# Pristimantis inguinalis
Eleutherodactylus inguinalis là một loài động vật lưỡng cư trong họ Strabomantidae, thuộc bộ Anura. Loài này được Parker mô tả khoa học đầu tiên năm 1940.